# Carlos Prazeres
Carlos Prazeres (Rio de Janeiro, 1974) é um oboísta e maestro brasileiro.
Ele é o regente titular e diretor artístico da Orquestra Sinfônica da Bahia e da Orquestra Sinfônica de Campinas. 
Em 2015 ele recebeu o título de cidadão baiano honorário.Em 2021 recebeu o titulo de cidadão soteropolitano.
Concluiu o bacharelado em oboé na Universidade do Rio de Janeiro sob a tutela do oboísta Luis Carlos Justi .
Fez especialização na academia da orquestra Filarmônica de Berlim sob orientação do oboísta Andreas Wittmann.
Foi aluno de regencia do maestro Isaac Karabtchevsky.  
Prazeres é parte de uma família de artistas. Sua mãe, Manoela, é uma cantora lírica.[carece de fontes?] Seu pai, Armando Prazeres, também era maestro. Seu irmão Felipe Prazeres também é maestro e violinista.